# Diocesi di Caguas
La diocesi di Caguas (in latino Dioecesis Caguana) è una sede della Chiesa cattolica a Porto Rico suffraganea dell'arcidiocesi di San Juan. Nel 2021 contava 388.140 battezzati su 554.500 abitanti. È retta dal vescovo Eusebio Ramos Morales.

## Territorio
La diocesi si trova nella parte orientale dell'isola di Porto Rico e comprende i comuni di Caguas, Aguas Buenas, Barranquitas, Cayey, Cidra, Comerío, Naranjito, Gurabo, Juncos, Las Piedras, Maunabo, San Lorenzo e Yabucoa.
Sede vescovile è la città di Caguas, dove si trova la cattedrale del Dolce Nome di Gesù.
Il territorio è suddiviso in 34 parrocchie.

## Storia
La diocesi è stata eretta il 4 novembre 1964 con la bolla Quod munus di papa Paolo VI, ricavandone il territorio dall'arcidiocesi di San Juan e dalla diocesi di Ponce.
Il 12 novembre 1988, con la lettera apostolica Constat Christifideles, papa Giovanni Paolo II ha confermato la Beata Maria Vergine, invocata con il titolo di Madre della Chiesa (Mater Ecclesiae), patrona della diocesi.
L'11 marzo 2008 ha ceduto una porzione del suo territorio a vantaggio dell'erezione diocesi di Fajardo-Humacao.

## Cronotassi dei vescovi
Si omettono i periodi di sede vacante non superiori ai 2 anni o non storicamente accertati.
- Rafael Grovas Felix † (19 gennaio 1965 - 12 febbraio 1981 ritirato)
- Enrique Manuel Hernández Rivera (13 febbraio 1981 - 28 luglio 1998 dimesso)
  - Sede vacante (1998-2000)[2]
- Ruben Antonio González Medina, C.M.F. (12 dicembre 2000 - 22 dicembre 2015 nominato vescovo di Ponce)
- Eusebio Ramos Morales, dal 2 febbraio 2017

## Statistiche
La diocesi nel 2021 su una popolazione di 554.500 persone contava 388.140 battezzati, corrispondenti al 70,0% del totale.
| anno | popolazione | popolazione | popolazione | presbiteri | presbiteri | presbiteri | presbiteri                | diaconi | religiosi | religiosi | parrocchie |
| anno | battezzati  | totale      | %           | numero     | secolari   | regolari   | battezzati per presbitero | diaconi | uomini    | donne     | parrocchie |
| ---- | ----------- | ----------- | ----------- | ---------- | ---------- | ---------- | ------------------------- | ------- | --------- | --------- | ---------- |
| 1965 | 431.804     | 531.433     | 81,3        | 85         | 24         | 61         | 5.080                     |         | 113       | 98        | 25         |
| 1970 | 472.078     | 524.531     | 90,0        | 132        | 42         | 90         | 3.576                     |         | 100       | 100       | 32         |
| 1976 | 542.529     | 580.000     | 93,5        | 107        | 34         | 73         | 5.070                     |         | 84        | 133       | 35         |
| 1980 | 474.000     | 559.000     | 84,8        | 108        | 29         | 79         | 4.388                     |         | 93        | 105       | 32         |
| 1990 | 551.000     | 635.000     | 86,8        | 106        | 46         | 60         | 5.198                     | 37      | 85        | 125       | 40         |
| 1999 | 515.000     | 653.012     | 78,9        | 113        | 62         | 51         | 4.557                     | 60      | 69        | 148       | 43         |
| 2000 | 515.000     | 653.012     | 78,9        | 120        | 66         | 54         | 4.291                     | 69      | 72        | 154       | 43         |
| 2001 | 515.000     | 653.012     | 78,9        | 111        | 65         | 46         | 4.639                     | 67      | 64        | 143       | 43         |
| 2002 | 515.000     | 653.012     | 78,9        | 111        | 65         | 46         | 4.639                     | 67      | 63        | 140       | 43         |
| 2003 | 540.000     | 717.912     | 75,2        | 102        | 65         | 37         | 5.294                     | 81      | 54        | 133       | 43         |
| 2004 | 515.000     | 717.912     | 71,7        | 107        | 64         | 43         | 4.813                     | 81      | 60        | 130       | 43         |
| 2006 | 518.000     | 721.700     | 71,8        | 101        | 66         | 35         | 5.128                     | 80      | 42        | 111       | 43         |
| 2013 | 503.000     | 643.000     | 78,2        | 70         | 43         | 27         | 7.185                     | 98      | 33        | 78        | 34         |
| 2016 | 501.863     | 641.930     | 78,2        | 78         | 53         | 25         | 6.434                     | 104     | 31        | 75        | 34         |
| 2019 | 410.275     | 586.107     | 70,0        | 70         | 46         | 24         | 5.861                     | 103     | 24        | 90        | 34         |
| 2021 | 388.140     | 554.500     | 70,0        | 63         | 44         | 19         | 6.160                     | 120     | 19        | 71        | 34         |